# Estación Santa Librada
Santa Librada es una de las estaciones del Sistema Integrado de Transporte MIO, en la ciudad de Cali, inaugurado en el año 2008.

## Ubicación
Se ubica en la calle 5 con carrera 22, y queda al lado de la Clínica Club Noel y del Colegio Santa Librada, de allí el nombre.

## Características
La estación se compone de dos vagones separados por un cruce peatonal semaforizado, por lo cual, los accesos a cada vagón son independientes y para entrar a cada uno se debe validar una tarjeta, a diferencia de las otras estaciones en las cuales los accesos permiten ingresar a toda la estación con solo una validación. Las rutas T31 y T37 atienden el vagón sur, mientras que en el vagón norte las rutas T47B y T57A realizan parada. En este sector la calle 5 tiene una serie de pasos elevados en ambos sentidos los cuales permiten que los peatones accedan a la estación a nivel. La estación también permite realizar integración virtual con las rutas E27 y P62A, que tienen paradas sobre el carril mixto de la calle 5, al igual que con la ruta alimentadora A03.

## Servicios de la estación

### Rutas expresas
| Ruta | Estación Origen             | Estación Destino  | Sentido (N/S) |
| ---- | --------------------------- | ----------------- | ------------- |
| E27  | Terminal Menga Av 3N Cl 70N | Capri Cl 5 Cra 78 | Ambos         |

### Rutas troncales
| Ruta | Estación Origen                        | Estación Destino             | Sentido (N/S) |
| ---- | -------------------------------------- | ---------------------------- | ------------- |
| T31  | Terminal Paso del Comercio Cra 1 Cl 71 | Universidades Cra 100 Cl 16  | Ambos         |
| T37  | Terminal Paso del Comercio Cra 1 Cl 71 | Capri Cl 5 Cra 78            | Ambos         |
| T47B | Terminal Andrés Sanín Cl 75 Cra 19     | Unidad Deportiva Cl 5 Cra 52 | Ambos         |
| T57A | Nuevo Latir Cra 28D Cl 79              | Capri Cl 5 Cra 78            | Ambos         |

### Rutas pretroncales
| Ruta | Origen                              | Trayecto              | Destino                    |
| ---- | ----------------------------------- | --------------------- | -------------------------- |
| P62A | Terminal Simón Bolívar Cl 25 Cra 66 | Cra 66 - Cl 5 - Av 4N | Las Américas Av 3N Cl 23AN |

### Rutas circulares
| Ruta | Origen                             | Trayecto                                                                    | Destino                            |
| ---- | ---------------------------------- | --------------------------------------------------------------------------- | ---------------------------------- |
| C417 | Terminal Andrés Sanín Cl 73 Cra 19 | Tv 103 - Cr 27 - Av. Ciudad de Cali - Cr 99 - Troncal Cl 5 - Troncal Cr 15  | Terminal Andrés Sanín Cl 73 Cra 19 |
| C471 | Terminal Andrés Sanín Cl 73 Cra 19 | Troncal Cr 15 - Troncal Cl 5 - Cra 99 - Av. Ciudad de Cali - Cr 27 - Tv 103 | Terminal Andrés Sanín Cl 73 Cra 19 |

### Rutas alimentadoras
| Ruta | Origen              | Trayecto                      | Destino     |
| ---- | ------------------- | ----------------------------- | ----------- |
| A03  | Inicio de recorrido | Cr 23 - Cr 24C - Cr 14 - Cl 1 | El Nacional |

Notas
1. ↑  Esta ruta atiende la estación por medio de integración virtual (no ingresa a la estación).
2. ↑  Esta ruta atiende la estación por medio de integración virtual (no ingresa a la estación).

## Sitios de interés
- Colegio Santa Librada
- Hospital Club Noel